# Eurydice longiantennata
Eurydice longiantennata là một loài chân đều trong họ Cirolanidae. Loài này được Nunomura & Ikehara miêu tả khoa học năm 1985.